# Coupe d'Europe féminine de rink hockey 2006-2007
Navigation
Coupe d'Europe féminine 2007-2008
La Coupe d'Europe féminine de rink hockey 2006-2007 est la 1re édition de la compétition européenne de rink hockey entre équipes de club.
Cette première édition est remportée par le club espagnol du Biescas Gijón.

## Participants
Ce sont 14 équipes européennes qui participent à la compétition:
- CE Arenys De Munt
- Biescas Gijón Hockey Club
- Club Pati Voltregá
- RH Beaujolais
- US Coutras Rink-Hockey
- CS Noisy le Grand
- RSC Cronenberg
- TUS Düsseldorf-Nord
- SKG Herringen
- Hockey Breganze
- CR Ebolitana Sporting Hockey
- CSP Alfena
- HC Mealhada
- Bury St-Edmunds

## Phase de qualification
Pour la phase de qualification, les 14 équipes sont réparties dans quatre groupes de trois ou quatre équipes. La première équipe de chaque groupe est qualifiée pour les demi-finales.
Le phase préliminaire se déroule les 24 et 25 mai 2007.

### Groupe A
| Rang | Équipe         | Pts | J | G | N | P | Bp | Bc | Diff |  | Résultats      | VOL  | COU | CRO | MEA |
| ---- | -------------- | --- | - | - | - | - | -- | -- | ---- |  | -------------- | ---- | --- | --- | --- |
| 1    | CP Voltregà    | 9   | 3 | 3 | 0 | 0 | 19 | 1  | +18  |  | CP Voltregà    |      |     |     |     |
| 2    | US Coutras     | 4   | 3 | 1 | 1 | 1 | 8  | 10 | -2   |  | US Coutras     | 0-6  |     |     |     |
| 3    | RSC Cronenberg | 3   | 3 | 1 | 0 | 2 | 6  | 19 | -13  |  | RSC Cronenberg | 1-11 | 2-6 |     |     |
| 4    | HC Mealhada    | 1   | 3 | 0 | 1 | 2 | 4  | 7  | -3   |  | HC Mealhada    | 0-2  | 2-2 | 2-3 |     |

### Groupe B
| Rang | Équipe            | Pts | J | G | N | P | Bp | Bc | Diff |  | Résultats         | GIJ | NOI  | BRE |
| ---- | ----------------- | --- | - | - | - | - | -- | -- | ---- |  | ----------------- | --- | ---- | --- |
| 1    | Biescas Gijón HC  | 6   | 2 | 2 | 0 | 0 | 11 | 3  | +8   |  | Biescas Gijón HC  |     |      |     |
| 2    | CS Noisy le Grand | 3   | 2 | 1 | 0 | 1 | 16 | 5  | +11  |  | CS Noisy le Grand | 2-3 |      |     |
| 3    | Hockey Breganze   | 0   | 2 | 0 | 0 | 2 | 3  | 22 | -19  |  | Hockey Breganze   | 1-8 | 2-14 |     |

### Groupe C
| Rang | Équipe          | Pts | J | G | N | P | Bp | Bc | Diff |  | Résultats       | HER | ALF | EBO |
| ---- | --------------- | --- | - | - | - | - | -- | -- | ---- |  | --------------- | --- | --- | --- |
| 1    | SKG Herringen   | 6   | 2 | 2 | 0 | 0 | 8  | 1  | +7   |  | SKG Herringen   |     |     |     |
| 2    | CSP Alfena      | 3   | 2 | 1 | 0 | 1 | 4  | 5  | -1   |  | CSP Alfena      | 1-4 |     |     |
| 3    | CR Ebolitana SH | 0   | 2 | 0 | 0 | 2 | 1  | 7  | -6   |  | CR Ebolitana SH | 0-4 | 1-3 |     |

### Groupe D
| Rang | Équipe            | Pts | J | G | N | P | Bp | Bc | Diff |  | Résultats         | ARE | BEA | DUS | BUR |
| ---- | ----------------- | --- | - | - | - | - | -- | -- | ---- |  | ----------------- | --- | --- | --- | --- |
| 1    | CE Arenys De Munt | 9   | 3 | 3 | 0 | 0 | 20 | 4  | +16  |  | CE Arenys De Munt |     |     |     |     |
| 2    | RH Beaujolais     | 6   | 3 | 2 | 0 | 1 | 8  | 12 | -4   |  | RH Beaujolais     | 1-8 |     |     |     |
| 3    | TUS Düsseldorf    | 3   | 3 | 1 | 0 | 2 | 11 | 15 | -4   |  | TUS Düsseldorf    | 3-7 | 3-5 |     |     |
| 4    | Bury St-Edmunds   | 0   | 3 | 0 | 0 | 3 | 4  | 12 | -8   |  | Bury St-Edmunds   | 0-5 | 1-2 | 3-5 |     |

## Phase finale
|  | Demi-finales      | Demi-finales     |                        |   | Finale      | Finale      |
|  | Demi-finales      | Demi-finales     |                        |   | Finale      | Finale      |
|  |                   |                  |                        |   |             |             |
|  | 26 mai 2007       | 26 mai 2007      |                        |   | 27 mai 2007 | 27 mai 2007 |
|  | 26 mai 2007       | 26 mai 2007      |                        |   | 27 mai 2007 | 27 mai 2007 |
|  | CP Voltregà       | 2                |                        |   | 27 mai 2007 | 27 mai 2007 |
|  | CP Voltregà       | 2                |                        |   | 27 mai 2007 | 27 mai 2007 |
|  | CE Arenys De Munt | 4                |                        |   | 27 mai 2007 | 27 mai 2007 |
|  | CE Arenys De Munt | 4                | CE Arenys De Munt      | 0 |             |             |
|  | 26 mai 2007       |                  | CE Arenys De Munt      | 0 |             |             |
|  |                   | Biescas Gijón HC | 1                      |   |             |             |
|  | Biescas Gijón HC  | Biescas Gijón HC | 1                      | 2 |             |             |
|  | Biescas Gijón HC  |                  |                        | 2 |             |             |
|  | SKG Herringen     | 1                |                        |   |             |             |
|  | SKG Herringen     | 1                | Match pour la 3e place |   |             |             |
|  |                   |                  |                        |   |             |             |
|  | 27 mai 2007       |                  |                        |   |             |             |
|  |                   |                  |                        |   |             |             |
|  | CP Voltregà       | 3                |                        |   |             |             |
|  | CP Voltregà       | 3                |                        |   |             |             |
|  | SKG Herringen     | 5                |                        |   |             |             |
|  | SKG Herringen     | 5                |                        |   |             |             |

Matchs de classement
| Places      | Équipe 1          | Score       | Équipe 2                     |
| 26 mai 2007 | 26 mai 2007       | 26 mai 2007 | 26 mai 2007                  |
| ----------- | ----------------- | ----------- | ---------------------------- |
| 5e / 12e    | RSC Cronenberg    | 8-4         | TUS Düsseldorf               |
| 5e / 12e    | Hockey Breganze   | 4-1         | CR Ebolitana Sporting Hockey |
| 5e / 12e    | US Coutras        | 8-1         | RH Beaujolais                |
| 5e / 12e    | CS Noisy le Grand | 5-1         | CSP Alfena                   |
| 13e / 14e   | HC Mealhada       | 6-2         | Bury St-Edmunds              |
| 11e / 12e   | TUS Düsseldorf    | 5-2         | CR Ebolitana Sporting Hockey |
| 9e / 10e    | RSC Cronenberg    | 11-5        | Hockey Breganze              |
| 7e / 8e     | RH Beaujolais     | 5-3         | CSP Alfena                   |
| 27 mai 2007 |                   |             |                              |
| 5e / 6e     | US Coutras        | 3-5         | CS Noisy le Grand            |

## Classement final
| Pl. | Équipe                       |
| --- | ---------------------------- |
| 1   | Biescas Gijón HC             |
| 2   | CE Arenys De Munt            |
| 3   | SKG Herringen                |
| 4   | CP Voltregà                  |
| 5   | CS Noisy le Grand            |
| 6   | US Coutras                   |
| 7   | RH Beaujolais                |
| 8   | CSP Alfena                   |
| 9   | RSC Cronenberg               |
| 10  | Hockey Breganze              |
| 11  | TUS Düsseldorf               |
| 12  | CR Ebolitana Sporting Hockey |
| 13  | HC Mealhada                  |
| 14  | Bury St-Edmunds              |